# ريكاردو كورتيز (ممثل)
ريكاردو كورتيز (بالإنجليزية: Ricardo Cortez)‏ هو تاجر أسهم وممثل أمريكي، ولد في 19 سبتمبر 1900 في نيويورك في الولايات المتحدة، وتوفي بنفس المكان في 28 أبريل 1977.

## أعمال

### أفلام
- (1958) الهتاف الأخير

## وصلات خارجية
- ريكاردو كورتيز على موقع IMDb (الإنجليزية)
- ريكاردو كورتيز على موقع ألو سيني (الفرنسية)
- ريكاردو كورتيز على موقع تيرنر كلاسيك موفيز (الإنجليزية)
- ريكاردو كورتيز على موقع أول موفي (الإنجليزية)
- ريكاردو كورتيز على موقع قاعدة بيانات الأفلام السويدية (السويدية)
- ريكاردو كورتيز على موقع إن إن دي بي (الإنجليزية)
- ريكاردو كورتيز على موقع قاعدة بيانات الفيلم (الإنجليزية)
- ريكاردو كورتيز على موقع كينوبويسك (الروسية)